# Ctimene percurrens
Ctimene percurrens är en fjärilsart som beskrevs av W. Warren 1901. Ctimene percurrens ingår i släktet Ctimene och familjen mätare. Inga underarter finns listade i Catalogue of Life.